# Dieter Winter
Dieter Winter, Dietrich Müller-Winter, född 16 juli 1921 i Berlin, död 2010 i Borensberg, var en svensk journalist och diplomat. Han arbetade som utrikesmedarbetare på Expressen 1948-63 med stationering i Berlin och Paris. UD-karriären pågick från 1963 till pensioneringen 1987 med tjänstgöring i Paris, London och Berlin.

## Biografi
Dieter Winters föräldrar var Elisabeth, född Goldstein, och kapten Erwin Müller-Winter. 

### Till Sverige
I mars 1939 kom Müller-Winter, 17 år gammal till Sverige. Han fick en fristad hos prästfamiljen Bergman på Östermalm i Stockholm. Efter studier i bland annat tyska och kyrkohistoria under krigsåren avlade han 1945  en filosofie kandidatexamen vid Stockholms högskola.

### Journalist och diplomat
1945 erhöll Müller-Winter genom Carl-Adam Nycop ett första korttidsvikariat på den nya tidningen Expressen. Under de följande åren frilansade han för en rad tidningar och förlag, däribland Vecko-Journalen och Bonniers förlag. Efter en uppmärksammad reportageresa till det ockuperade Tyskland 1947 fick han 1948 fast anställning på Expressen som utrikespolitisk medarbetare. I samband med anställningen ändrades efternamnet på begäran av arbetsgivaren till enbart Winter.  Han skrev därefter under signaturen D.M. Winter.
I december 1948 gifte han sig med Christina Hermelin, journalist, modetecknerska och modell. Året därpå blev han svensk medborgare och inledde medborgarskapet med värnpliktstjänstgöring. Efter flera bevakningsuppdrag i  Tyskland blev han 1952 Expressens Östeuropakorrespondent med bas i Västberlin. 1962-1963 var han tidningens Frankrikekorrespondent. 1963 lämnade han Expressen för en tjänst som pressattaché vid Sveriges ambassad i Paris. Han fortsatte på  Utrikesdepartementet fram till pensioneringen 1987.
Som Östeuropakorrespondent rapporterade Winter om de dramatiska händelserna i Tyskland och Östeuropa, exempelvis de återkommande Berlinkriserna i det kalla krigets skugga samt omvälvande händelser i Östeuropa, såsom Polen 1956 samt olika toppmöten i Moskva och andra  europeiska huvudstäder. Under åren i Berlin fick han också uppdraget att översätta en av Förintelsens källtexter, Kommendant i Auschwitz av Rudolf Höss, från tyska. 
Efter över 20 år som diplomat, först i Paris, därefter i London och avslutningsvis i Berlin gick han i pension 1987. 
De sista drygt 20 åren levde han på Vålberga gård utanför Borensberg i Östergötland. Dieter och Christina Winter fick tre söner. 
Winters första år som halvjudisk tysk flykting i Sverige har skildrats av sonen Jan Winter i dokumentärromanen ”Dieters bok - flykting hos familjen Bergman” (2018) [länk].